# حاجز روس

الحواجز الجليدية في أنتاركتيكا وحاجز روس يبدو باللون الأحمر

حاجز روس أو جرف روس الجليدي هي أكبر حاجز جليدي في أنتاركتيكا. عرضها حوالي 800 كلم ومساحتها حوالي نصف مليون كلم مربع أي تقريبا مساحة فرنسا.
الحواجز الجليدية هي عبارة عن كتل جليدية متصلة وملتصقة بالأرض تغديها مثلجة
سمي هذا الحاجز نسبة إلى جيمس كلارك روس الذي اٍكتشفها في 28 يناير 1841.

## أعلام
- روبرت فالكون سكوت
- إدوارد ويلسون